# Michelangelo Schiavoni

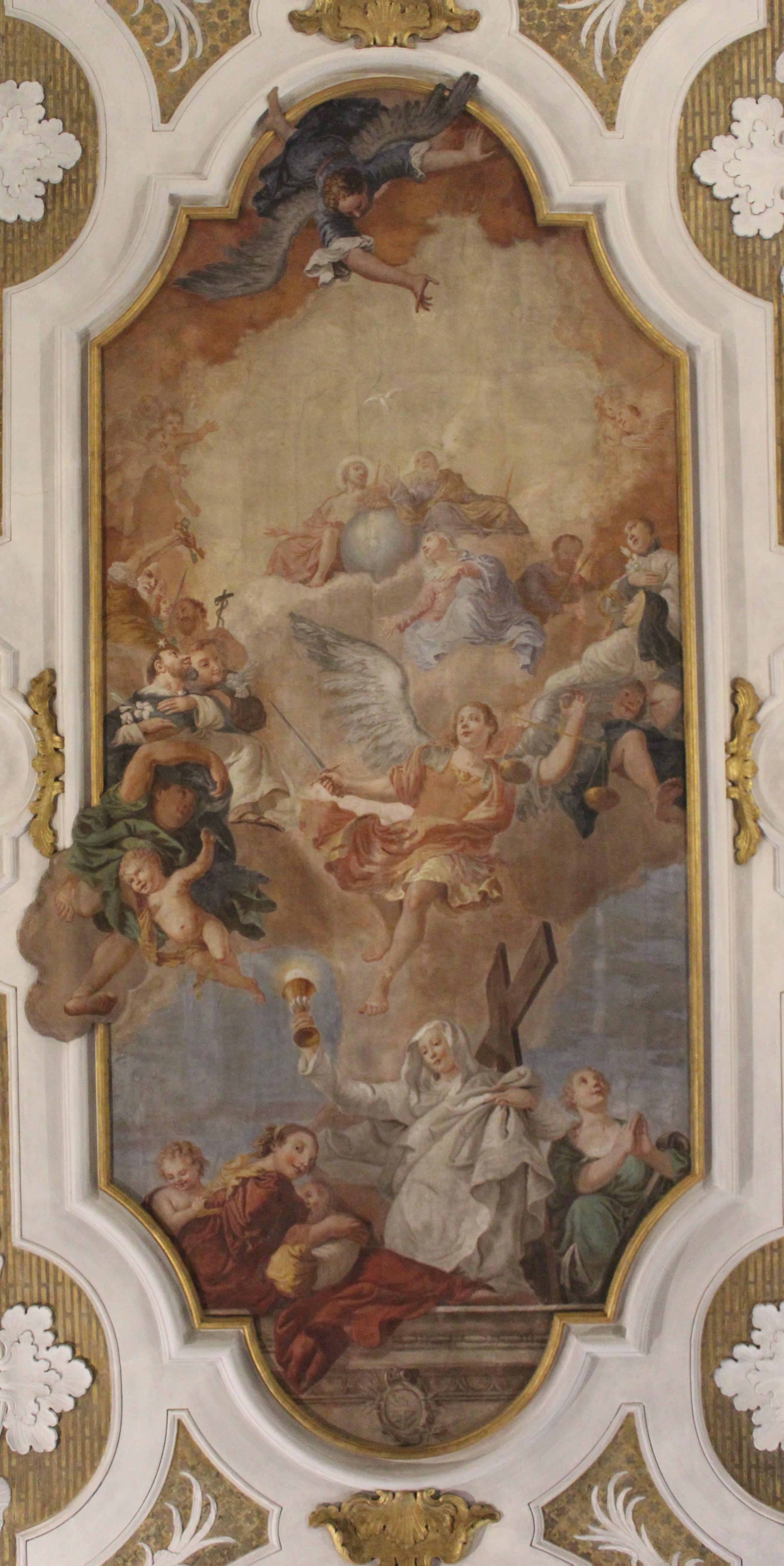
Trinità tra i santi e le virtù cardinali, Chioggia, chiesa di San Francesco

Michelangelo (Michiele Arcangelo, Michelangiolo, Michele, Michiel Angelo) Schiavoni (Schiaon, Schiavon, Schiavin), detto il Chiozzotto, anch'egli (Chioggia, 17 aprile 1714 – Venezia, 22 marzo 1772), è stato un pittore, incisore e restauratore italiano cittadino della repubblica di Venezia.

## Biografia
Pittore di origine dalmata, attivo soprattutto a Chioggia, fu secondo Gradenigo «uno delli scolari non male profittati nella pittura del famoso Gio. Batta Tiepolo».
Agli effetti pratici i suoi affreschi, specialmente la grande scena centrale del soffitto con Trinità tra i santi e le virtù cardinali nella chiesa di San Francesco a Chioggia, risentono di tiepolismo stanco, disarticolato nella composizione e impoverito nel cromatismo che pare voglia collegarsi ad un conformismo come quello già praticato dal Padovanino. Una dipendenza che aveva contagiato il Chiozzotto quando aveva restaurato nel 1763 il Martirio di san Giovanni evangelista a San Pietro di Castello. Il pittore cercava anche di interpretare ulteriori riferimenti come nei i due ovali (Parabola del banchetto di nozze e Incontro di Gesù con la cananea) nella cattedrale di Chioggia dove stilemi ricceschi sono dipinti su prospettive architettoniche veronesiane.
Altra opera di derivazione tiepolesca è il San Francesco di Paola in gloria sul soffitto dell'omonima chiesa veneziana.